# Volcano (album)
Pour les articles homonymes, voir Volcano.
Albums de Satyricon
Rebel Extravaganza
(1999) Ten Horns - Ten Diadems
(2002)
Volcano est le cinquième album studio du groupe de black metal symphonique norvégien Satyricon. L'album est sorti le 25 octobre 2002 sous le label Moonfog Productions.
C'est l'album du groupe qui a eu incontestablement le plus de succès. L'album a remporté de nombreux Awards dont le Grammy Award norvégien catégorie: Meilleur Album de Metal ou le Alarm Award catégorie: Chanson de l'Année pour le titre Fuel For Hatred.
Une vidéo a été tournée pour le titre Fuel For Hatred.

## Musiciens
- Satyr - Chant, Guitare, Basse
- Frost - Batterie
- Erik Ljunggren - Claviers

## Liste des morceaux
1. With Ravenous Hunger – 6:40
2. Angstridden – 6:23
3. Fuel for Hatred – 3:53
4. Suffering the Tyrants – 5:08
5. Possessed – 5:21
6. Repined Bastard Nation – 5:44
7. Mental Mercury – 6:53
8. Black Lava – 14:29